# Пальча
Пальча (пол. Palcza) — село в Польщі, у гміні Будзув Суського повіту Малопольського воєводства.
Населення — 1233 особи (2011).
У 1975—1998 роках село належало до Бельського воєводства.

## Географія
У селі бере початок річка Палечка.

## Демографія
Демографічна структура станом на 31 березня 2011 року:
|          | Загалом | Допрацездатний вік | Працездатний вік | Постпрацездатний вік |
| -------- | ------- | ------------------ | ---------------- | -------------------- |
| Чоловіки | 615     | 152                | 417              | 46                   |
| Жінки    | 618     | 173                | 338              | 107                  |
| Разом    | 1233    | 325                | 755              | 153                  |